# Stanley E. G. Hillman
Stanley Eric Gordon Hillman (geboren am 13. Oktober 1911 in Midhurst; gestorben am 16. August 1995 in Lake Forest) war ein britisch-amerikanischer Geschäftsmann und Manager. Er war von 1971 bis 1977 Präsident von IC Industries und 1989 Präsident von Conrail.

## Leben
Er wurde als Sohn von Percy Thomas Hillman und Margaret Fanny Lee geboren und hatte noch eine drei Jahre ältere Schwester. Er besuchte die private Tonbridge School und studierte danach an der London School of Economics. Seine Militärzeit absolvierte er in Indien.
Ab 1933 bis 1947 arbeitete er für die British American Tobacco Company zuerst in London und später in Shanghai. 1943 bis 1946 wurde er von den Japanern interniert. 1947 übersiedelte er nach Hong Kong und begann ein eigenes Import-Export-Geschäft. 1950 übersiedelte die Familie nach Großbritannien und 1953 nach Fort Worth in den Vereinigten Staaten. Dort begann er eine Tätigkeit bei Convair (General Dynamics) und erlangte 1957 die amerikanische Staatsbürgerschaft.
1962 wechselte er zum Mischkonzern American Machine and Foundry nach Greenwich (Connecticut). Hier war er für die Kontrolle der Tochterunternehmen zuständig. 1965 bis 1967 war er dann bei General American Transportation Corporation (GATX) beschäftigt. Aus diesem Grund verlegte die Familie ihren Wohnort nach Lake Forest. Dort wurde er der Nachbar von William B. Johnson, Chairman von IC Industries. Dieser holte ihn 1968 in sein Unternehmen. Dort fungierte er von 1971 bis 1977 als Präsident und Chief Operating Officer der Holding IC Industries sowie 1976 bis 1978 als Chairman und Chief Executive Officer der Bahngesellschaft Illinois Central Gulf Railroad. Während dieser Zeit erfolgte der Erwerb von Pepsi-Cola General Bottlers, Midas Muffler und Abex Industries sowie die Vermarktung der Überbaurechte der Bahngesellschaft in Chicago. 1977 ging er in den Ruhestand.
1978 wurde er vom Konkursrichter zum Insolvenzverwalter für die Chicago, Milwaukee, St. Paul and Pacific Railroad sowie deren Muttergesellschaft Chicago Milwaukee Corporation bestimmt. Während dieser Zeit entschied er den Streckenabschnitt zur Pazifikküste (Lines West) stillzulegen. 1979 musste er die Tätigkeit wegen einer Magenerkrankung aufgeben.
Vom 12. Februar 1989 bis zum 4. April 1989 war er nach dem plötzlichen Tod von Richard D. Sanborn kommissarischer Präsident, Chief Executive Officer und Chairman of the Board der Bahngesellschaft Conrail. Im Aufsichtsrat dieses Bahnunternehmen saß er von 1980 bis 1990.
Außerdem saß er von 1977 bis zu seinem Tod im Aufsichtsrat der Bandag Inc., einem Hersteller und Ausrüster für die Herstellung von runderneuerten Reifen, sowie in den Aufsichtsräten von SFN Companies (Scott Foresman) und Axia Inc.
Er war seit dem 2. Mai 1947 verheiratet mit May Irene Noon (1923–2010). Das Ehepaar hatte drei Töchter.